# Уджигава-Мару
Уджигава-Мару (Ujigawa Maru) — транспортне судно, яке під час Другої світової війни взяло участь у операціях японських збройних сил на Соломонових островах.
Уджигава-Мару спорудили в 1942 році на верфі Settsu в Осаці для компанії Toyo Kaiun.
У 1943 році судно взяло участь у перевезеннях для потреб японського угруповання на Соломонових островах. Зокрема, воно неодноразово бувало на якірній стоянці Шортленд — прикритій островами Шортленд акваторії біля південного узбережжя острова Бугенвіль. 4 серпня воно було пошкоджене тут під час нальоту американської авіації.
30 жовтня 1943-го ворожі літаки атакували та потопили Уджигава-Мару поблизу Кієти (східне узбережжя Бугенвілю).